# 德懷爾陡崖
德懷爾陡崖（英語：Dwyer Escarpment），是南極洲的陡崖，位於維多利亞地的彭內爾海岸，在1962年由澳大利亞探險隊繪入地圖，現時由南極條約體系管理。